# Mézidon-Canon
Mézidon-Canon település Franciaországban, Calvados megyében. Lakosainak száma 4787 fő (2018. január 1.). Mézidon-Canon Magny-la-Campagne, Magny-le-Freule, Le Mesnil-Mauger, Ouézy, Percy-en-Auge, Biéville-Quétiéville és Vieux-Fumé községekkel határos.

## Népesség
A település népességének változása:
| Lakosok száma | 4391 | 4427 | 4571 | 4622 | 4713 | 4972 | 4945 | 4967 | 4838 | 4787 |
|               | 1962 | 1968 | 1982 | 1990 | 1999 | 2011 | 2013 | 2015 | 2017 | 2018 |